# Boucles de l'Aulne 2001
La Boucles de l'Aulne 2001, sessantatreesima edizione della corsa e valida come evento dell'UCI categoria 1.3, si svolse il 27 agosto 2001 su un percorso totale di 195,2 km.. Fu vinta dal francese Patrice Halgand che giunse al traguardo con il tempo di 4h40'52", alla media di 41,7 km/h.
Partenza con 105 ciclisti, dei quali 28 portarono a termine il percorso.

## Ordine d'arrivo (Top 10)
| Pos. | Corridore         | Squadra         | Tempo    |
| ---- | ----------------- | --------------- | -------- |
| 1    | Patrice Halgand   | Jean Delatour   | 4h40'52" |
| 2    | Marcus Ljungqvist | Team Fakta      | a 24"    |
| 3    | Stéphane Heulot   | Big Mat         | s.t.     |
| 4    | Jean-Cyril Robin  | Bonjour         | s.t.     |
| 5    | Sandy Casar       | Franç. des Jeux | a 28"    |
| 6    | Janek Tombak      | Cofidis         | a 2'45"  |
| 7    | Gilles Bouvard    | Jean Delatour   | s.t.     |
| 8    | Franck Bouyer     | Bonjour         | s.t.     |
| 9    | Laurent Brochard  | Jean Delatour   | s.t.     |
| 10   | Artour Babaitsev  | Nürnberger      | s.t.     |